# Galerie Miethke
La Galerie Miethke, située à Vienne, en Autriche, a été une importante galerie d'art et le centre de la première modernité viennoise.

## Histoire de la galerie
La galerie tire son nom de son fondateur, Hugo Othmar Miethke,.
Celui-ci, né Hugo Hermann Werner Ottomar Miethke à Potsdam, dans le royaume de Prusse, le 29 juillet 1834, est fils de Friedrich Miethke et de sa femme Emilie, née Hammerl. Friedrich Miethke était conseiller municipal et maître vitrier à la cour, comme ses ancêtres dont la lignée remonte au moins au XVIIe siècle.
Hugo Miethke a pour épouse Mary, née Lanz. Leur fils Otto Maria Miethke (1881-1922) est connu comme peintre, graphiste et poète lyrique.
Hugo Miethke s'associe à Carl Josef Wawra (1839-1905) pour ouvrir à Vienne, le 19 novembre 1861, la maison Miethke et Wawra, dont l'activité commence avec le commerce des livres anciens et l'édition d’art et de photographie.
Son développement rapide en fait bientôt une agence de premier plan pour les peintres viennois relevant du courant de l'« historisme » (Historismus en allemand, tendance artistique à s'inspirer des siècles passés), à commencer par Hans Makart : ceci l'amène à remplir l'office d'une salle de vente aux enchères. Tobias G. Natter — qui a publié ses recherches sur l’histoire de la galerie Miethke et les a présentés lors d'une exposition au Musée Juif de Vienne en 2003-2004 — élève Miethke et son associé Carl Josef Wawra au rang de « fondateurs d’un marché aux enchères des œuvres d’art à Vienne ».
Les deux associés se séparent en 1874. Devenu seul responsable la galerie, Miethke se spécialise d'une part dans la vente aux enchères de peintures à l’huile et d’œuvres graphiques, de l’autre dans l'organisation d'expositions dans lesquelles, grâce à ses contacts internationaux, il peut présenter, outre les œuvres d'artistes autrichiens, celles d'artistes français, anglais et allemands.

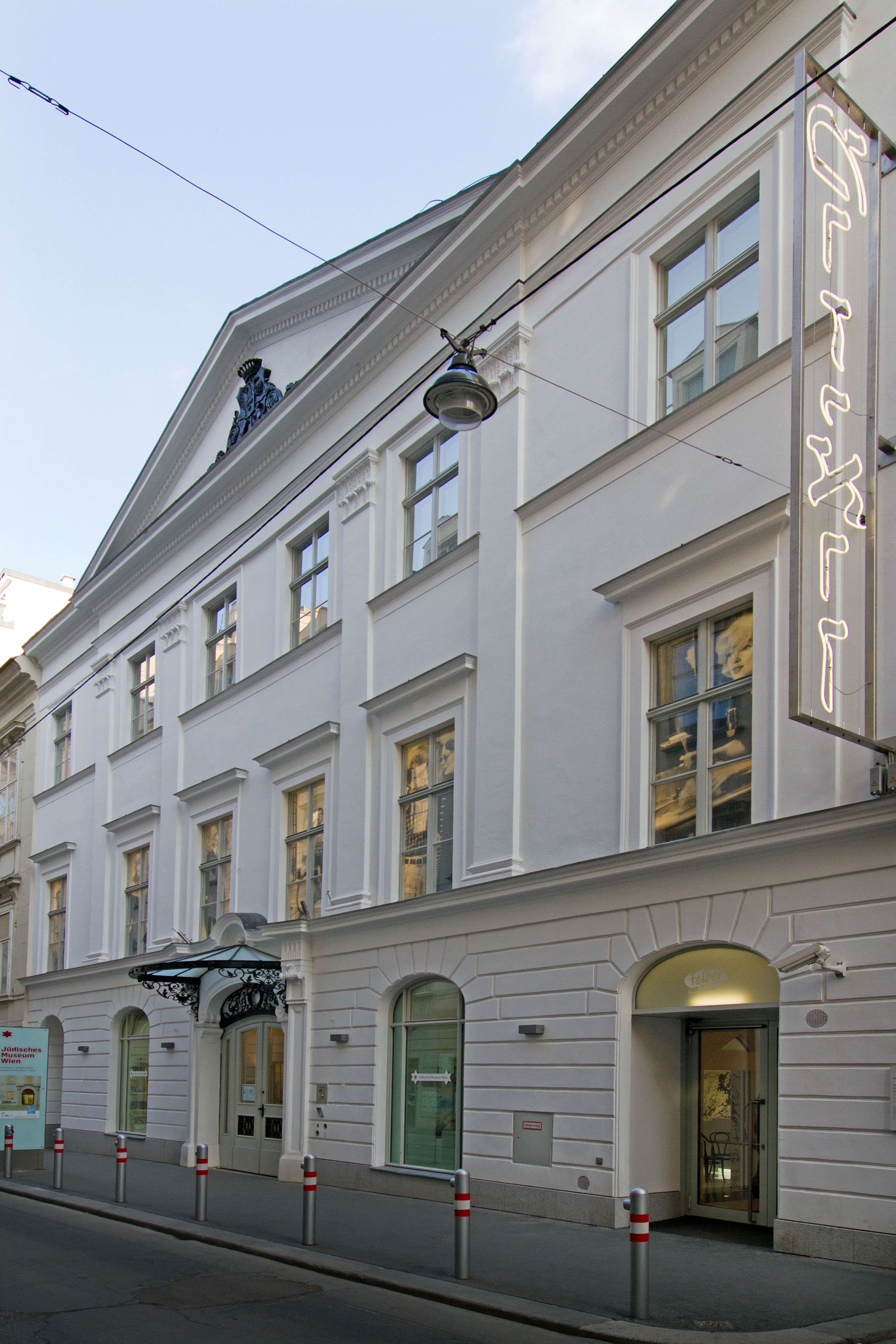
Le Palais Eskeles, qui abrite aujourd'hui le musée juif de Vienne.

Quittant en 1882 son premier emplacement du 6 Plankengasse, la galerie s'installe d’abord au 13 Neuer Markt (Nouveau Marché), et ce jusqu'en 1895, année où Miethke fait l'acquisition du Palais Eskeles, situé au 11 Dorotheergasse dans l'Innere Stadt, cœur historique et 1er arrondissement de Vienne. Il fait alors réaliser, selon ses propres plans et sous la maîtrise d’œuvre du cabinet d'architecture de la Ville de Vienne Kupka & Orgelmeister, des transformations dont l'essentiel peut se voir encore aujourd'hui.
Ouverte le 29 mai 1896 sur ce nouveau site, où elle se déploie sur deux étages, la galerie connaît un nouveau développement, au point de devenir une des places les plus importantes du marché de l'art dans la double monarchie austro-hongroise. L'événement socialement le plus marquant lors de l'ouverture de la galerie est la visite de l'archiduc Louis-Victor d’Autriche, le plus jeune frère de François-Joseph Ier — dans les années qui suivent, elle recevra celle de l’empereur en personne.
En 1904, un ami de Gustav Klimt, Paul Bacher (1867-1907), rachète la galerie avec l’intention d’en faire un lieu de vente pour les œuvres de la Sécession viennoise. En 1905, il engage le critique d'art Arthur Roessler pour la diriger. Mais les projets commerciaux de ce dernier suscitent des désaccords qui conduisent un groupe d’artistes de l’entourage de Gustav Klimt à s'écarter du mouvement sécessionniste. Dès 1906, Roessler est remplacé par le critique Emil Maria Steininger.

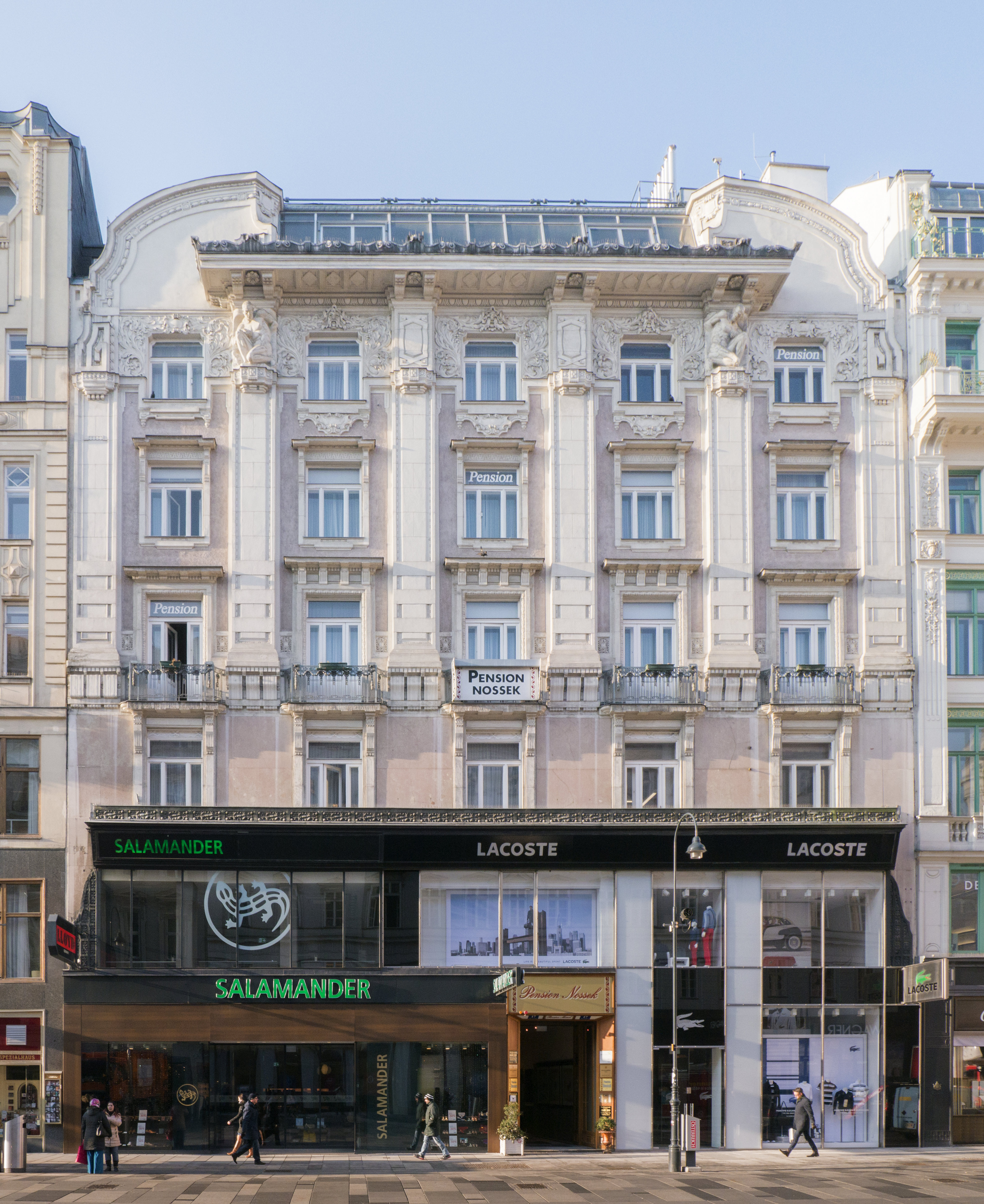
Le 17, Graben, où se situait la seconde galerie Miethke.

À partir de 1904, la galerie Miethke entretient également une succursale créée par l'architecte Josef Hoffmann et placée sous la direction artistique du peintre Carl Moll. Elle se situe au 17 de la rue Graben dans l'Innere Stadt.
Parallèlement aux expositions, la galerie continue d’organiser des ventes aux enchères, dont celles des successions Hans Makart, Emil Jakob Schindler, Viktor Tilgner, August von Pettenkofen, Charlotte Wolter et Rudolf von Alt.
Après la mort de son mari en 1907, Emma Bacher-Paulick reprend la galerie et en confie la direction à Carl Moll. Poursuivant son développement, la galerie devient alors pour l'art moderne un centre qui acquiert une dimension internationale. Elle organise de nombreuses expositions où, à côté des artistes du Jugendstil et de la Wiener Werkstätte (Atelier viennois), on peut trouver entre autres Honoré Daumier, Édouard Manet, Claude Monet, Paul Cézanne, Paul Gauguin, Vincent van Gogh, Henri de Toulouse-Lautrec, Aubrey Beardsley ou Pablo Picasso.
Hugo Miethke, toujours propriétaire des murs, continue d'habiter au dernier étage. Il meurt le 11 janvier 1918 dans le château de Gutenegg qu'il a acquis près de Celje, dans l'actuelle Slovénie (ancien Duché de Styrie).
À la fin de la Première Guerre mondiale, l'amateur d'art Hugo Haberfeld (1875-1946), depuis 1907 directeur artistique de la galerie qui a dû fermer ses portes en 1915, la rachète et la transfère à une autre adresse, tandis que le Palais Eskeles devient la Maison des jeunes artistes avant que le Dorotheum ne l'acquière en 1936. Hugo Habefeld émigre en 1938 vers Paris et il n'y a plus trace de lui après cette date. La galerie est rayée des registres commerciaux en 1940. Depuis le 18 novembre 1993 le Palais Eskeles abrite le Musée Juif de Vienne.
En 1961, Helga Mamberg (1888-1967), originaire de Hambourg et ayant travaillé chez Miethke vers 1906-1907, a publié un livre qui décrit de manière vivante et précise la vie quotidienne dans la galerie.

## Sélection de catalogues
Entre 1867 et 1912, la galerie Miethke a édité de nombreux catalogues d’expositions et de ventes aux enchères.

### Catalogues de ventes
1867 : Kunst-Slg. aus d. Nachlasse Heinrich Stametz-Mayer (Catalogue d’une petite collection sélective d'estampes, d'eaux-fortes, de gravures sur bois, encres noires sur papier).

1902 : Catalog einer kleinen ausgewählten Sammlung von älteren Kupferstichen, Radierungen, Holzschnitten und Schwarzkunstblättern (Collection d’œuvres d'art de la succession Heinrich Stametz-Mayer).

#### Catalogues de ventes digitalisés de la BibliothèqueCarl von Ossietzkyde l'université de Hambourg

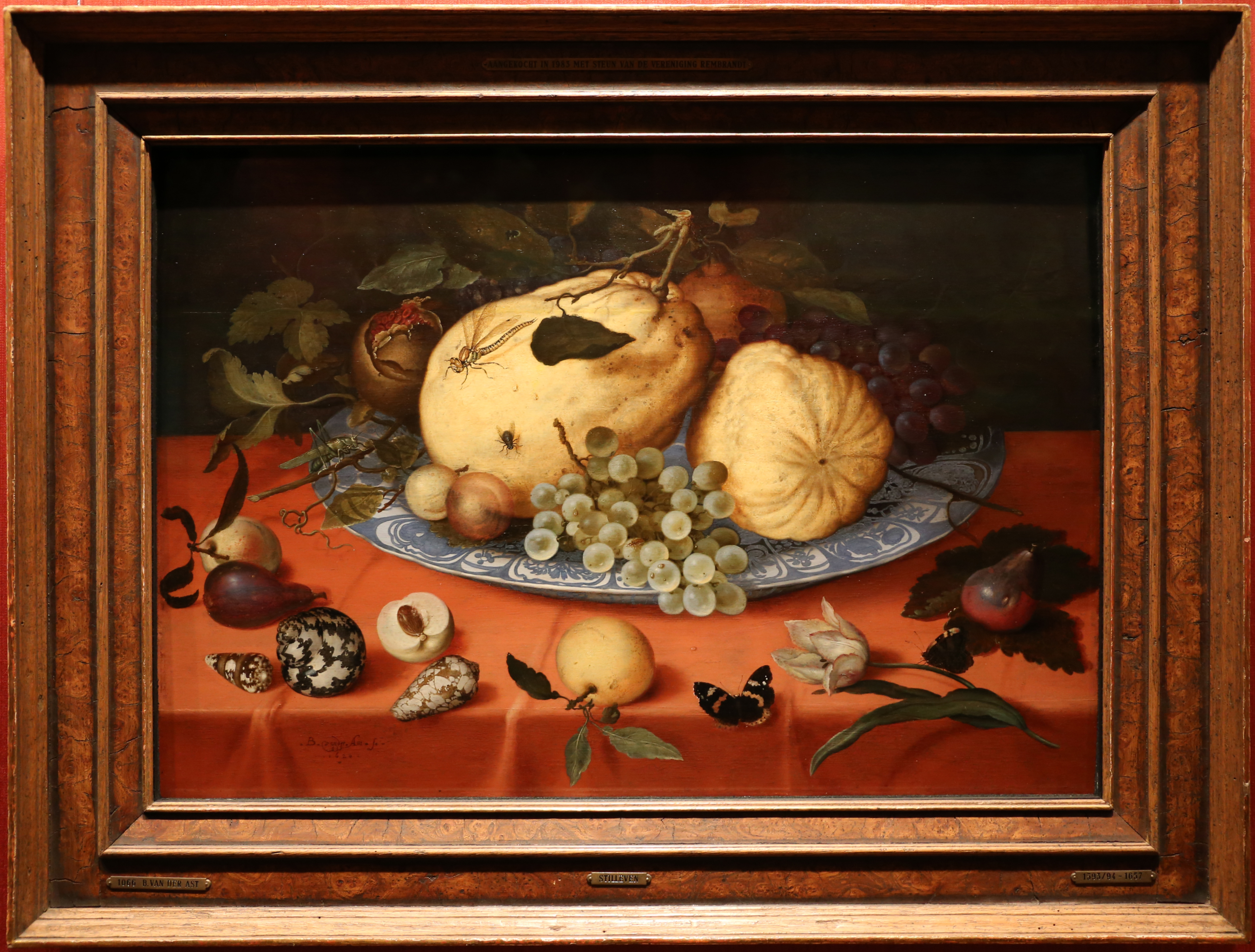
Balthasar van der Ast, Nature morte aux fruits, coquilles et tulipe, 1620 - ou un autre très semblable : Succession H. Schwartz / F. von S.

1879 : Katalog des Nachlasses des Herrn Hermann Schwarz Gutsbesitzer auf Leopoldsdorf und der Sammlung des Herrn F. v. S. (Catalogue de la succession de M. Hermann Schwarz, propriétaire à Leopoldsdorf, et de la collection de M. F. von S) .

1881 : Katalog der Gemälde alter Meister : Collection des Weiland Dr. Franz Sterne in Wien (Catalogue des tableaux de maîtres anciens : collection du Dr Franz Sterne) .

1882 : Verzeichnis der Gemälde und Antiquitäten aus dem Nachlasse von Emile Gérard Historienmaler (Inventaire des tableaux et antiquités provenant de la succession d'Émile Gérard, peintre d’histoire) .

1886 : Katalog der Sammlungen von Gemälden und Zeichnungen alter und moderner Meister aus dem Besitze der Herren: Artaria, Dr. F. Sterne (†) u. a. (Catalogue des collections de peinture et dessins de maîtres anciens et modernes de M. Artaria, du Dr F. Sterne et alii) .

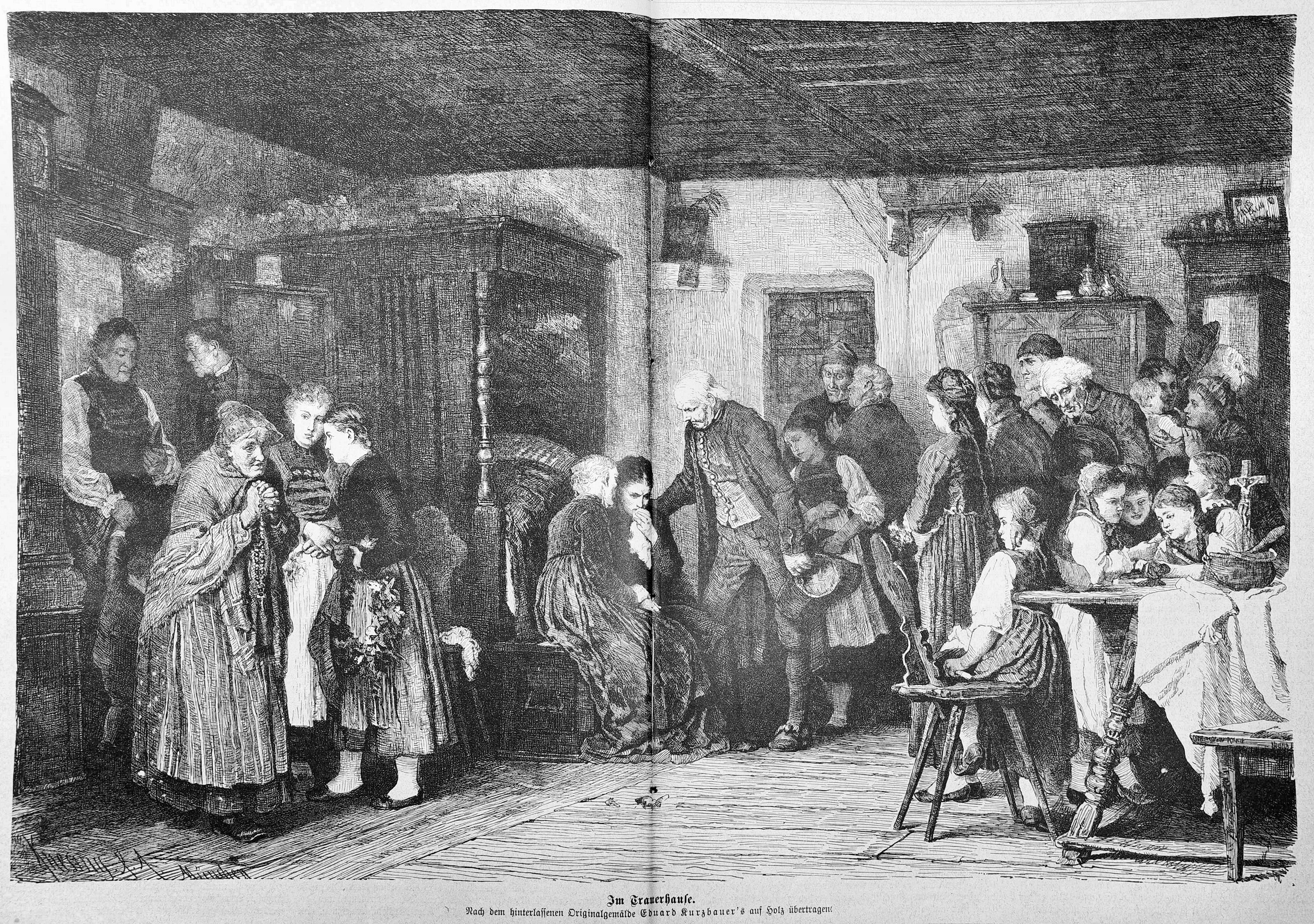
Eduard Kurzbauer, Illustration pour Die Gartenlaube, 1880 : Succession T. Eggers.

1888 : Katalog der Gemälde-Sammlung moderner Meister ersten Ranges des Herrn Theodor Eggers (Catalogue de la collection de tableaux de maîtres modernes de premier plan de M. Theodor Eggers) .

1889 : Katalog der bedeutenden Sammlungen von Ölgemälden, Aquarellen, Zeichnungen, Antiquitäten und sonstigen Kunstobjecten : aus dem Nachlasse der Herren Henri Lustig, Alexander Freiherr von Warsberg, der Frau Elise Hertz und aus dem Besitze des Herrn Eduard Föst in Wien (Catalogue des collections importantes de peintures à l'huile, aquarelles, dessins, antiquités et objets d'art rares, provenant des successions de Henri Lustig, d'Alexander Freiherr von Warsberg, de Mme Elise Hertz, et des possessions actuelles de M. Eduard Föst de Vienne) .

1896 : Katalog des Nachlasses Victor Tilgner's (Catalogue de la succession Victor Tilgner) .

#### Catalogues de ventes digitalisés de la Bibliothèque de l'université de Heidelberg
1905 : Öffentliche Versteigerung des künstlerischen Nachlasses von Prof. Rud. Ribarz in der Galerie H. O. Miethke (Vente aux enchères publique des œuvres d'art de la succession du Professeur Rudolf Ribarz (peintre) dans la galerie Miethke) .

1906 : 
- Öffentliche Versteigerung des künstlerischen Nachlasses von Rudolf von Alt in der Galerie H.O. Miethke (Vente aux enchères publique des œuvres d’art de la succession de Rudolf von Alt dans la galerie Miethke) .
- Öffentliche Versteigerung der Kollektion von Aquarellen und Handzeichnungen alter und moderner Meister aus der Sammlung des Herrn Doktor Max Strauss (Vente aux enchères publique d’un ensemble d’aquarelles et de dessins de maîtres anciens et modernes provenant de la collection du Dr Max Strauss) .

1907 : Öffentliche Versteigerung der Sammlung Direktor Ferdinand Mayrhofer und anderen Wiener Privatbesitzes (Vente aux enchères publique de la collection du Directeur Ferdinand Mayrhofer et d'autres collectionneurs privés viennois) .

1908 : Ölgemälde alter Meister aus den Sammlungen Karl Kohner, Budapest und Mauthner v. Markhof, Wien (Tableaux de maîtres anciens provenant des collections Karl Kohner (Budapest) et Mauthner von Markhof (Vienne)) .

### Catalogues d'expositions
1873 : Katalog der Fürstlich Liechtensteinischen Bildergallerie im Gartenpalais der Rossau zu Wien (Catalogue de la galerie de tableaux du Gartenpalais près de Vienne, propriété du Liechtenstein).

1886 : Die Kaiserl. Königl. Gemälde-Galerie in Wien / Radierungen von William Unger, Text von Carl von Lützow (La Galerie de peinture impériale et royale à Vienne, Gravures de William Unger, texte de Carl von Lütow).

1887 : Katalog der Kunstsammlung des verstorbenen Herrn Daniel Penther, Maler, Custos der Gemälde-Gallerie der K. K. Akademie der Bild. Künste (Catalogue posthume de la collection d'œuvres d'art de Daniel Penther, peintre et conservateur de la galerie de peinture de l’Académie impériale et royale des arts plastiques).

1890 : Hervorragende Gemälde niederländischer Meister der Galerie Weber, Hamburg, in Radierungen / von William Unger ; Mit kunstgeschichtl. Erörterungen von Friedrich Schlie (Gravures de William Unger reproduisant des toiles remarquables des maîtres hollandais de la galerie Weber de Hambourg ; commentaire de l’historien de l'art Friedrich Schlie).

1902 : 
- Ausstellung : Galerie Miethke, Wien ; Prof. Nikolaus Gysis, Prof. Fritz v. Uhde, Prof. Hans Thoma, Ludwig Karl Strauch (Exposition des peintres Nikólaos Gýzis, Fritz von Uhde, Hans Thoma, Ludwig Karl Strauch).
- Katalog der Ausstellung des Vereines deutscher Bildender Künstler in Böhmen (Catalogue de l’exposition de l’association des artistes plasticiens allemands de Bohème).

1904 : 
- Galerie Miethke : Ausstellung von Werken alter und moderner Kunst : Waldmüller, Ferdinand Georg (Exposition d’œuvres d’art ancien et moderne : Ferdinand Georg Waldmüller, Galerie Miethke).
- Raffaelli-Ausstellung : Gemälde in der Technik der trockenen Raffaelli Ölfarben ; Elsa von Kalmár : Plastische Werke (Exposition Raffaëlli : peintures au pastel à l’huile de Raffaëlli ; Elsa von Kalmár : œuvres plastiques).

1905 : Edward Gordon Craig : Katalog über einige Entwürfe für Szenen, Kostüme, Theater-Dekorationen, einige Zeichnungen englischer Landschaften, Holzschnitte (Edward Gordon Craig : Catalogue de quelques projets de mise en scène, de costumes, de décors de théâtre, de quelques dessins de paysages anglais, de quelques gravures sur bois).

1907 : 
- Das Wiener Portrait in der ersten Hälfte des XIX. Jahrhunderts (Le Portrait viennois dans la première moitié du XXIe siècle).
- Wilhelm Bernatzik : Ausstellung der Hauptwerke und des künstlerischen Nachlasses in der Galerie Miethke (Wilhelm Bernatzik : exposition de ses œuvres importantes et de sa succession à la galerie Miethke).
- Paul Gauguin, 1848-1903.

1908 : 
- Honoré Daumier, 1808-1879.
- Francisco José de Goya y Lucientes, 1746-1828.
- Katalog der zehnten internen Jubiläums-Ausstellung in der Galerie Miethke, Wien: 1908 / Wiener Photo-Klub (Catalogue de l'exposition du dixième jubilée, galerie Miethke / photo-club de Vienne).

1909 : Amateur-Ausstellung (Exposition d’artistes amateurs).